# Confucius bituberculatus
Confucius bituberculatus är en insektsart som beskrevs av William Lucas Distant 1908. Confucius bituberculatus ingår i släktet Confucius och familjen dvärgstritar. Inga underarter finns listade i Catalogue of Life.